# Bernd Dürnberger
Bernd Dürnberger (Kirchanschöring, 17. rujna 1953.), bivši je njemački nogometaš. Igrao je na poziciji obrambenog veznog igrača, a cijelu trinaestogodišnju karijeru je nastupao za Bayern München, od 1972. do 1985. godine. Ukupno, odigrao je 375 bundesligaških utakmica u kojim je postigao 38 pogodaka. Nikad nije igrao za prvu momčad reprezentacije.

## Nagrade i uspjesi
- Bundesliga (5x): 1972./73., 1973./74., 1979./80., 1980./81., 1984./85.
- DFB-Pokal (2x): 1982., 1985.
- Kup prvaka (3x): 1973./74., 1974./75., 1975./76.
- Interkontinentalni kup (1x): 1976.

## Vanjske poveznice
- Statistika na Fussballdaten.de